# Violeta Tudorie
Violeta Tudorie (n. 25 decembrie 1970, Râmnicu Sărat, județul Buzău, România) este deputat PSD în colegiul 7, București.